# Кропивне (заказник)
Кропивне — гідрологічний заказник місцевого значення в Україні. Розташований у межах Бахмацького району Чернігівської області, біля однойменного села. 
Площа - 75 га, охоронна зона - 605 га. Статус присвоєно згідно з рішеннями Чернігівського облвиконкому від 24.12.1979 року № 561, від 27.12.1984 року № 454 та від 28.08.1989 року № 164. Перебуває у віданні Кропивненської сільської ради.
Охороняється низинне болото з очеретом звичайним. Заказник має важливе значення як джерело та регулятор рівня ґрунтових вод. 